# 마온산

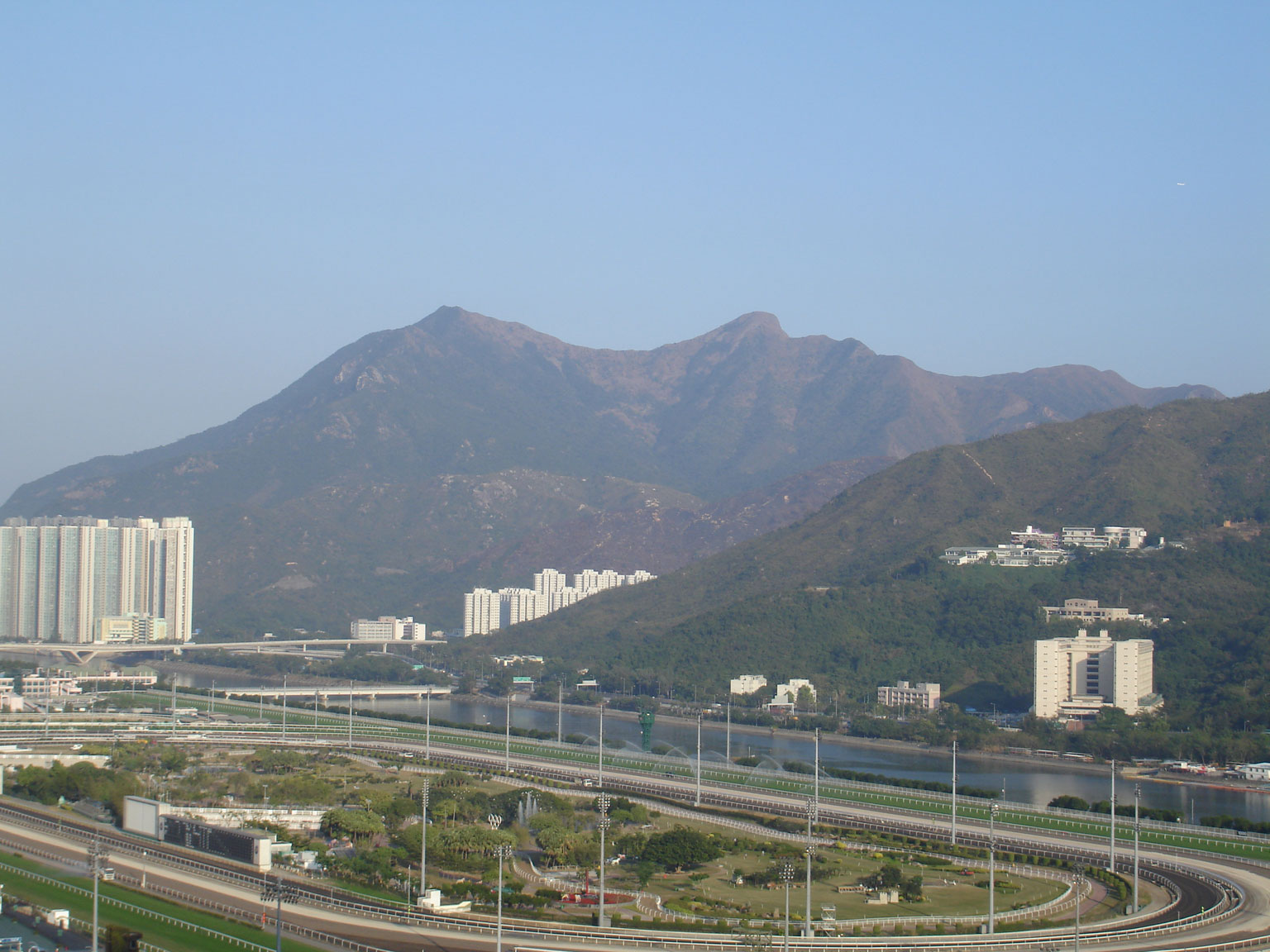
마온산

마온산(馬鞍山)은 홍콩 신제에 있는 톨로항(Tolo Harbour) 동쪽에 있는 산이다. 높이는 702m로 홍콩에서 10번째로 높은 산이다. 마온산은 사틴구와 다이보구에 접한다. 산의 서면이 이름과 같이 말 안장처럼 생겼다.

## 지질

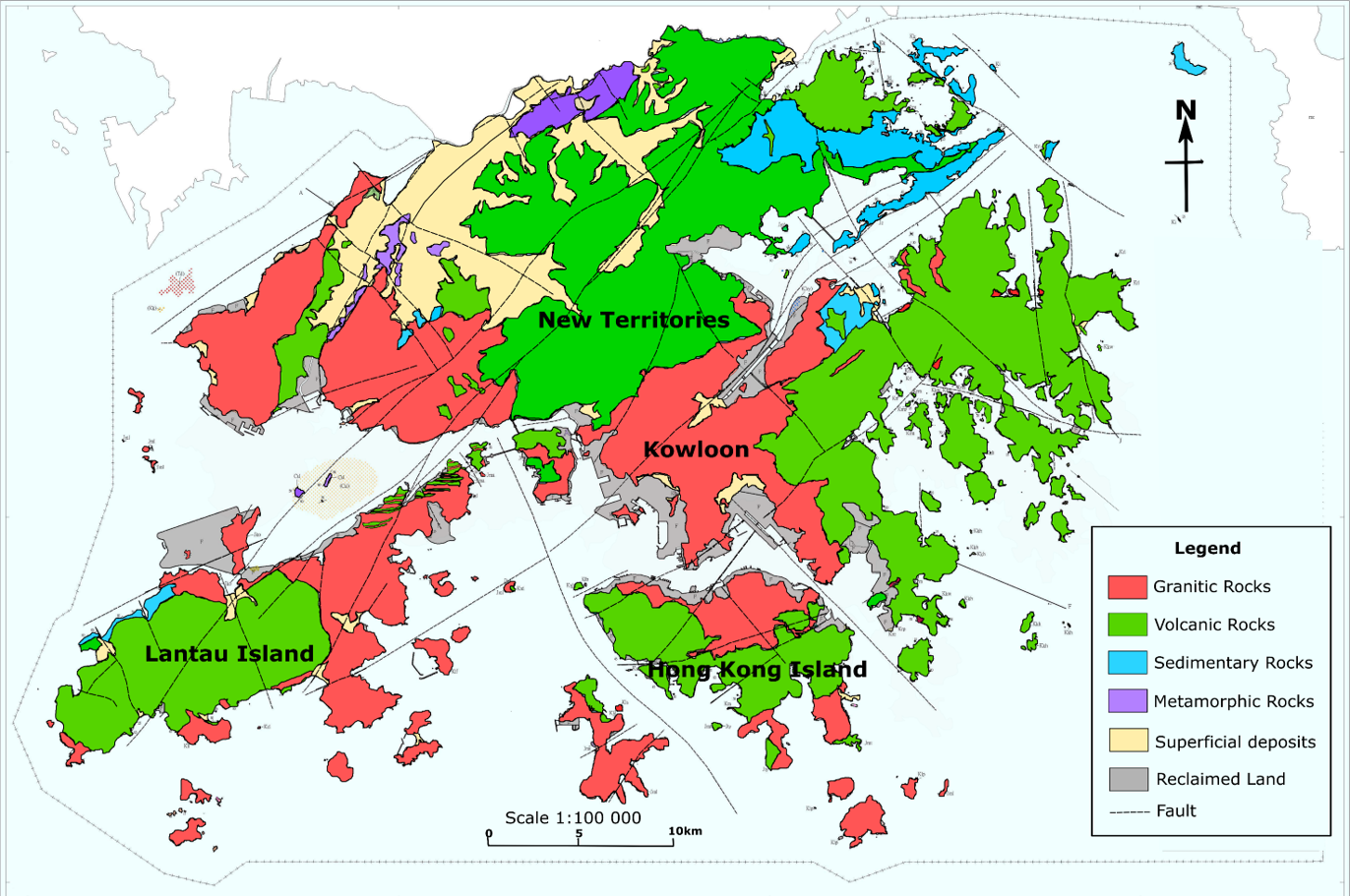
홍콩의 단층과 암석을 나타낸 지도. 마온산은 화산암과 퇴적암 색으로 칠해져 있다.

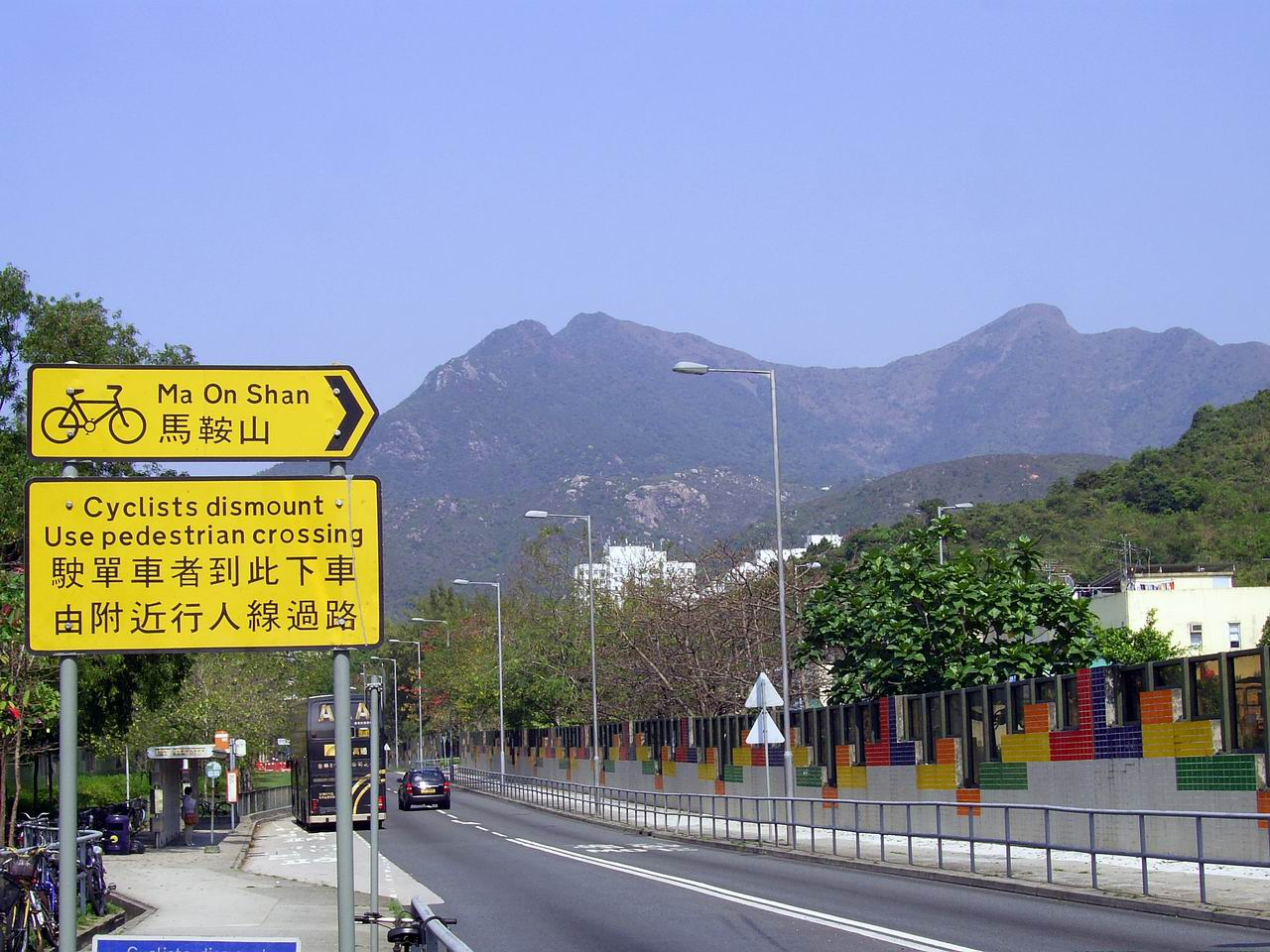
마온산

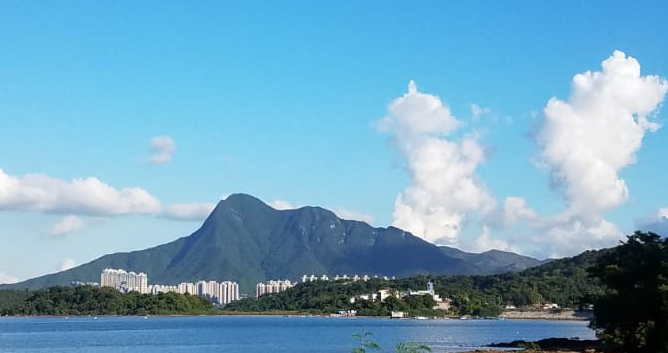
마온산

마온산은 타이모산을 비롯한 홍콩의 최고봉들처럼 화산암 산이다.

## 식생
마온산의 북쪽 사면은 대부분 나무로 덮여있고 남쪽 사면은 주로 관목과 풀로 덮여있다. 화산암으로 이뤄진 척박한 마온산에는 그러한 척박한 환경에 잘 적응하는 식물들만 있다.

## 야생동물
마온산의 자연환경은 상대적으로 잘 보존되어 있어 귀천산갑, 말레이호저, 멧돼지, 붉은문착 같은 야생동물이 많이 있다.

## 역사

### 사람들의 생활
1850년대 객가인 완씨 가문은 마온산에 마을을 세우고 농업을 하는 전통적인 삶을 영위했다. 1950년대에 철광석 채취가 주 산업이 됐을 때 마을 주민들의 생계는 농업에서 점점 광업으로 바뀌었다. 농경이 더 이상 쓸모 없이 돼버리자 그러한 마을들은 하나씩 버려졌다.

### 철광석
철광석 캐기가 1900년대 초반 시작했다. 순도가 60%로 높은 철광석으로 인해 1940년대 후반 마온산 근처에 많은 이들이 이주했다. 1950년대에 새로 온 이주민들의 숫자는 5천 명을 넘었는데 1950년대와 1960년대에는 연간 생산량이 10만 톤을 넘었다. 해당 시기에 광부 대부분은 새로 조성된 마을에 살았다. 마온산에서 갱도 공사가 많이 이뤄졌다.
1970년대에는 일본에서의 수요 감소로 마온산에서의 철광산 수익성이 악화되어 1976년에 폐광했다. 2006년 현재 마온산에 철광석 3만 톤이 여전히 매장된 것으로 알려졌다.

## 같이 보기
- 태풍 망온